# Let Love In (Goo Goo Dolls)
Let Love In è l'ottavo album del gruppo rock statunitense Goo Goo Dolls.

## Il disco
La traccia Give a Little Bit è una cover della band Supertramp.

## Tracce
1. Stay with You – 3:56
2. Let Love In – 5:02
3. Feel the Silence – 3:51
4. Better Days – 3:35
5. Without You Here – 3:49
6. Listen – 3:11
7. Give a Little Bit – 3:36
8. Can't Let It Go – 3:53
9. We'll Be Here (When You're Gone) – 3:29
10. Strange Love – 3:36
11. Become – 4:08

## Formazione
- Johnny Rzeznik - voce e chitarra elettrica
- Robby Takac - voce e basso
- Mike Malinin - batteria